# Crotalus atrox
Crotale du Texas, Crotale diamantin de l'Ouest
Espèce
Synonymes
- Crotalus confluentus Say, 1823
- Crotalus tortugensis
Van Denburgh & Slevin, 1921

Statut de conservation UICN

 LC  : Préoccupation mineure
Crotalus atrox, également appelé Crotale diamantin de l'Ouest ou Crotale du Texas, est une espèce de serpents de la famille des Viperidae. Il se rencontre sur une large bande dans le sud-ouest des États-Unis et dans le nord du Mexique où il fréquente différents milieux tels des déserts, des broussailles, des forêts. Actif de mars à octobre, il est plutôt diurne au printemps et en automne mais devient nocturne sur les fortes chaleurs estivales. L'hiver, il hiberne dans le sol, parfois en compagnie d'autres serpents. Ce crotale atteint en général 120 voire 150 cm de long mais certains spécimens peuvent dépasser 2 m, et il pèse de 1,8  à   2,7 kg avec un record à 6,7 kg. La tête, nettement distincte du corps, présente un museau relativement arrondi et des yeux aux pupilles fendues. Le corps possède des écailles carénées et est généralement de couleur gris-brun ou brun, rosé, rouge, jaune ou blanc sale avec une série de 24 ou 25 taches foncées sur le dos de forme rectangulaire à hexagonale. La queue présente de 2 à 8 bandes noires bordées de blanc, juste avant la « sonnette ».
Les représentants de cette espèce carnivore se nourrissent quasi exclusivement de petits mammifères, principalement des rongeurs. Il est lui-même la proie de divers animaux tels que les coyotes, les renards, les faucons et les hiboux. Espèce vivipare, la femelle donne naissance à une douzaine − maximum 25 − petits qui naissent vivants à l'issue d'une gestation de 6 à 7 mois. Mesurant près de 30 cm à la naissance, les petits sont immédiatement en mesure de mordre et d'injecter du venin. Ils ne restent que quelques heures avec leur mère puis se dispersent. Le venin de ce crotale est assez peu actif comparé à celui d'autres crotales mais il en produit beaucoup et est capable d'en injecter 300 mg avec un maximum à plus de 700 mg.

## Description

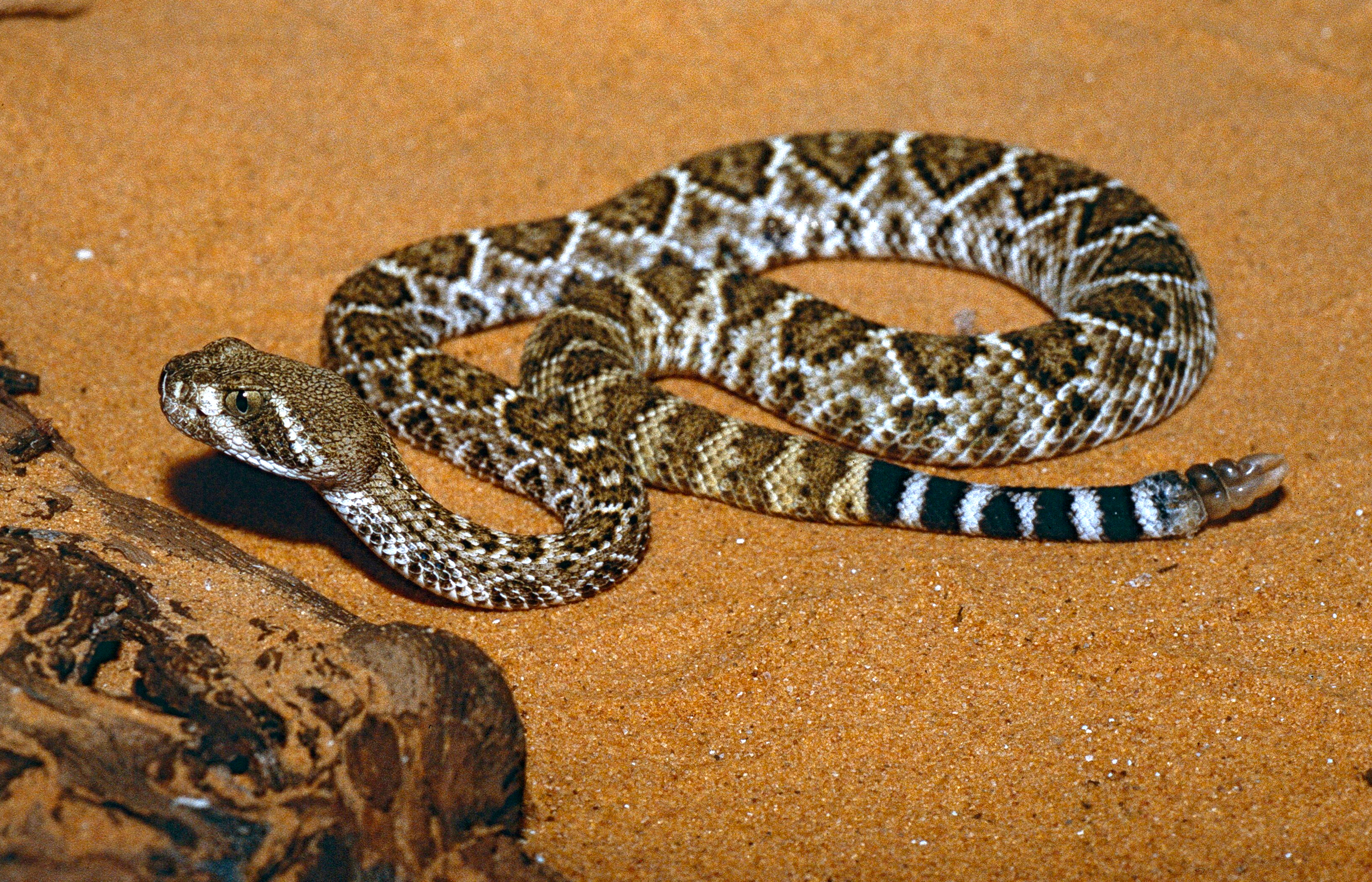
Spécimen photographié au parc zoologique de Barcelone

Ce serpent atteint en moyenne 120 cm de long, mais peut atteindre 150 cm voire très exceptionnellement 180 cm, le record enregistré étant de 213 cm. Les mâles sont nettement plus grands que les femelles, cette différence apparaissant après la maturité sexuelle. Il pèse de 1,8 à 2,7 kg, avec les plus gros individus pouvant atteindre 6,7 kg,.
Il est généralement d'une couleur gris-brun mais peut aussi être brun, rosé, rouge, jaune, rose ou blanc sale. Cette couleur est traversée sur le dos d'une série de 24 à 25 taches foncées, la plupart du temps gris-brun à brun foncé. Les premières taches peuvent être rectangulaires mais deviennent plutôt hexagonales ensuite puis peuvent être en forme de diamant. La queue présente de 2 à 8 (généralement entre 4 et 6) bandes noires séparées par des bandes blanches ou grises. La tête présente une bande sombre partant de l'œil et descendant vers l'arrière en forme de virgule, bordée d'une couleur claire. La face ventrale est blanche.
La tête se détache nettement du corps, avec un museau arrondi. Les écailles sont fortement carénées, de forme triangulaire au bout arrondi. La pupille de l'œil est fendue verticalement.

Variabilité de l'apparence
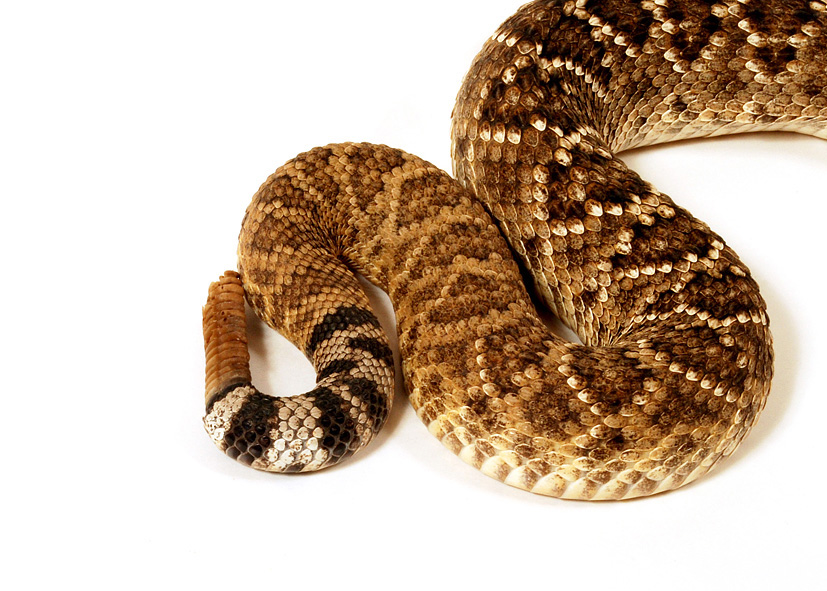
Bandes noires sur la queue
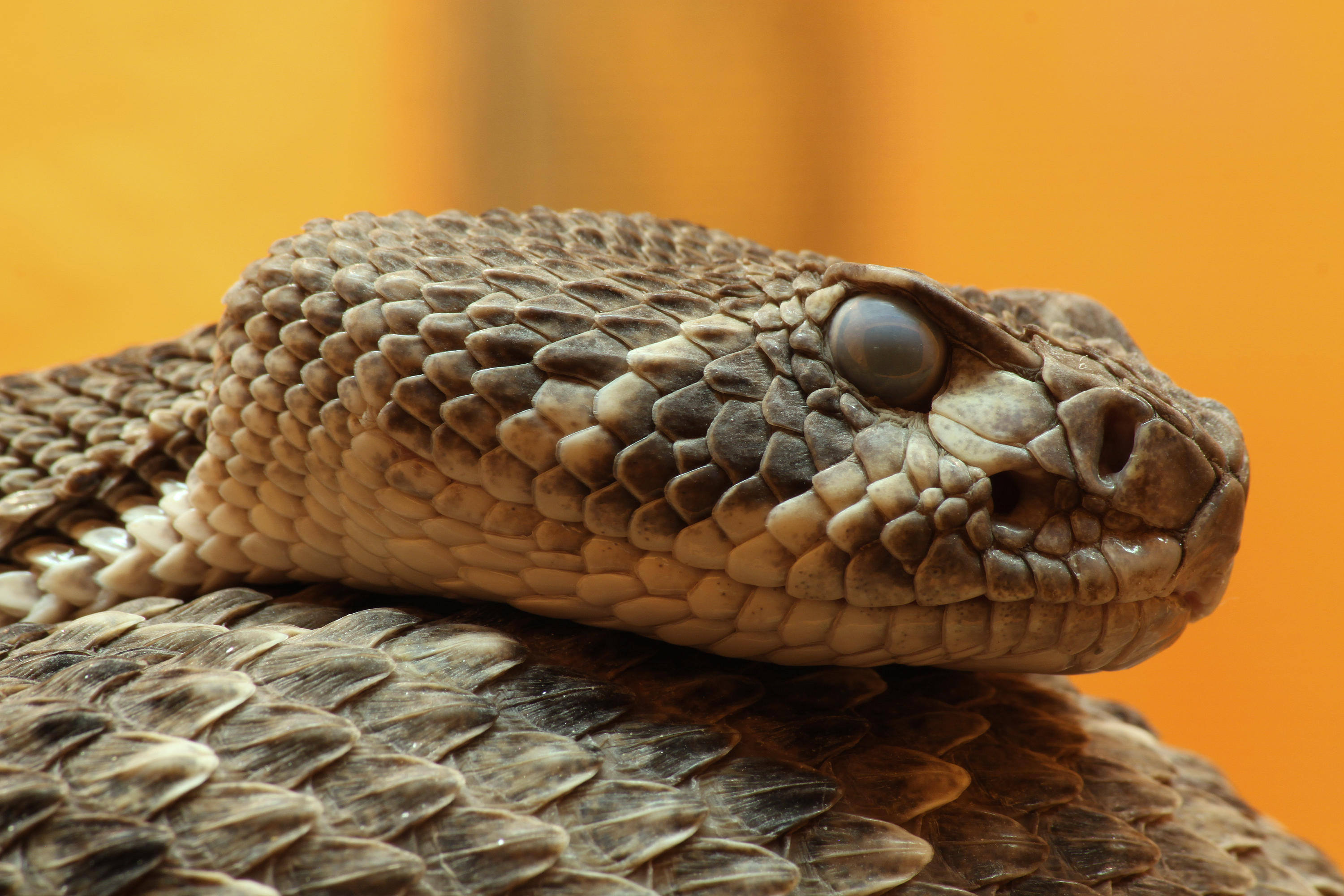
Détails de la tête
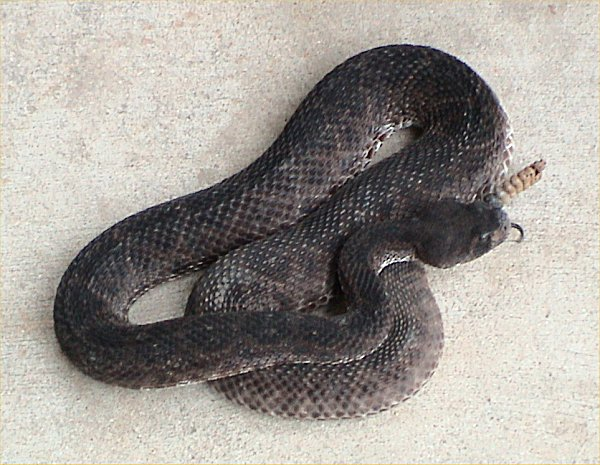
Individu mélanique (noir)
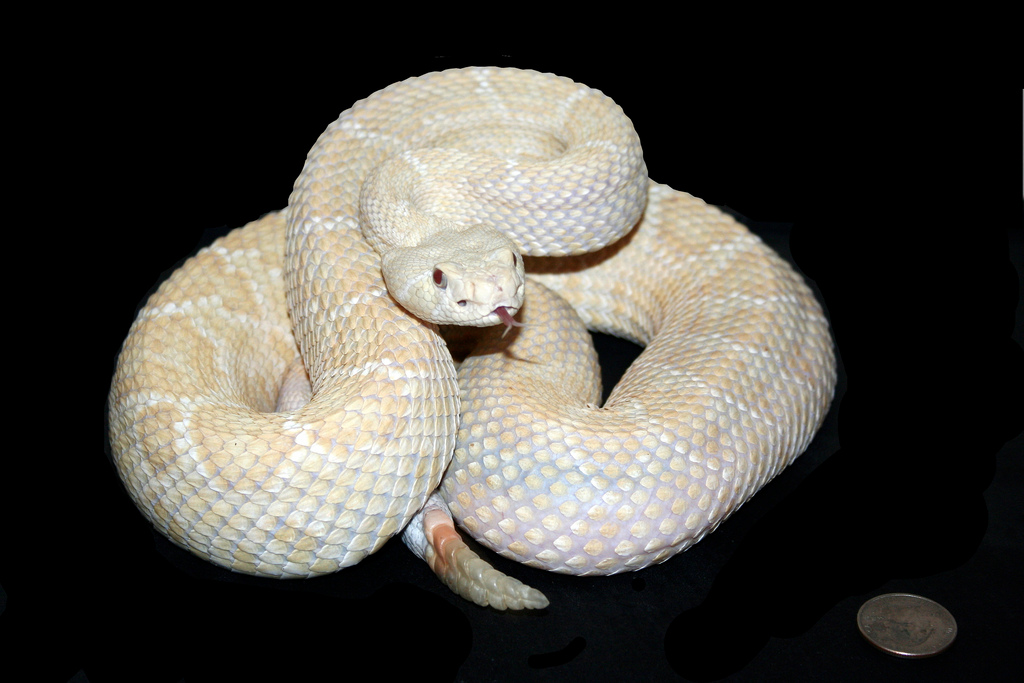
Individu albinos
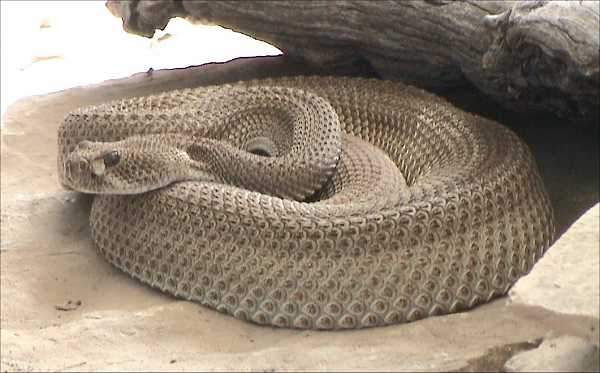
Individu uni, sans aucun motif
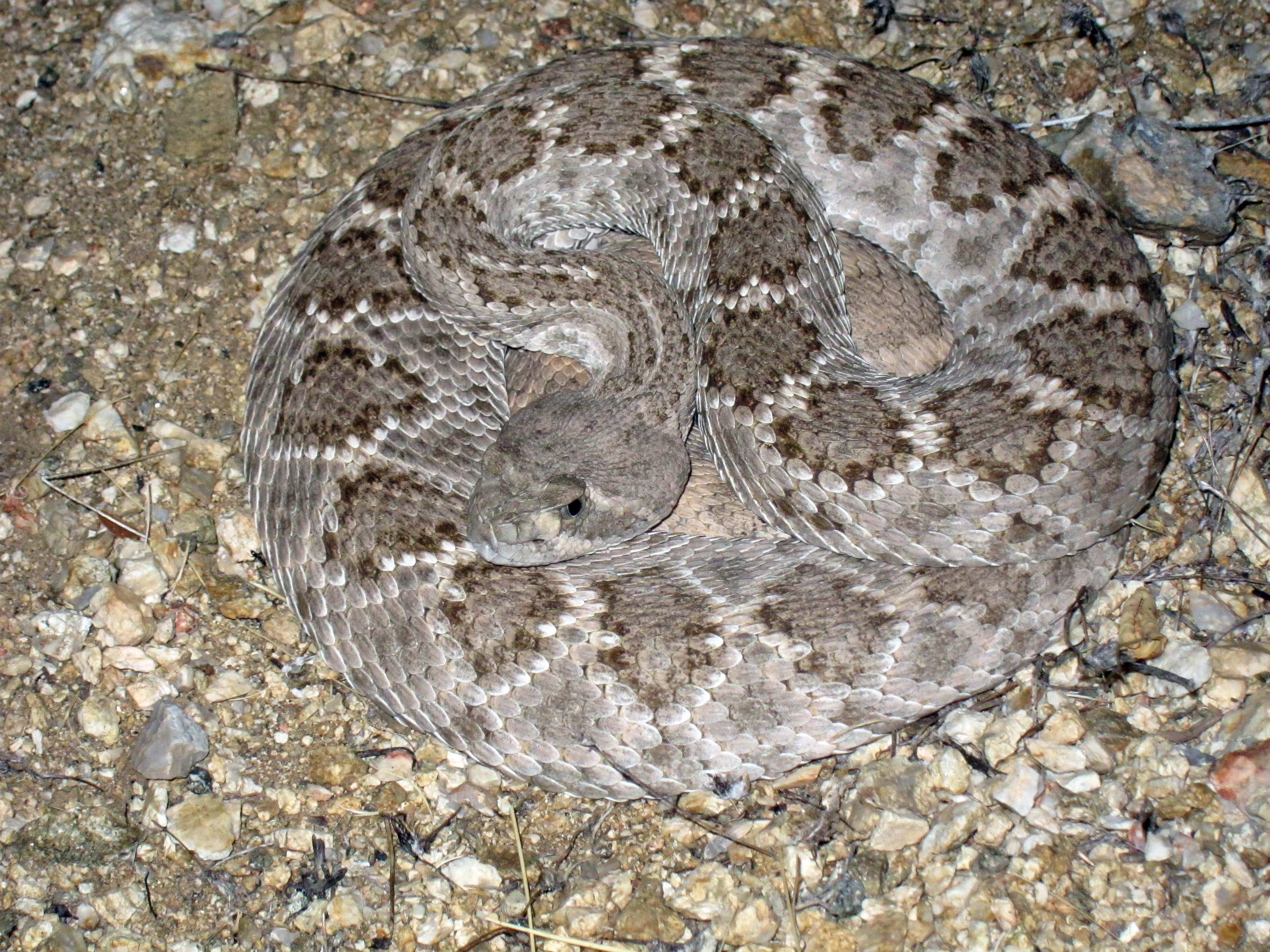
Individu gris peu contrasté
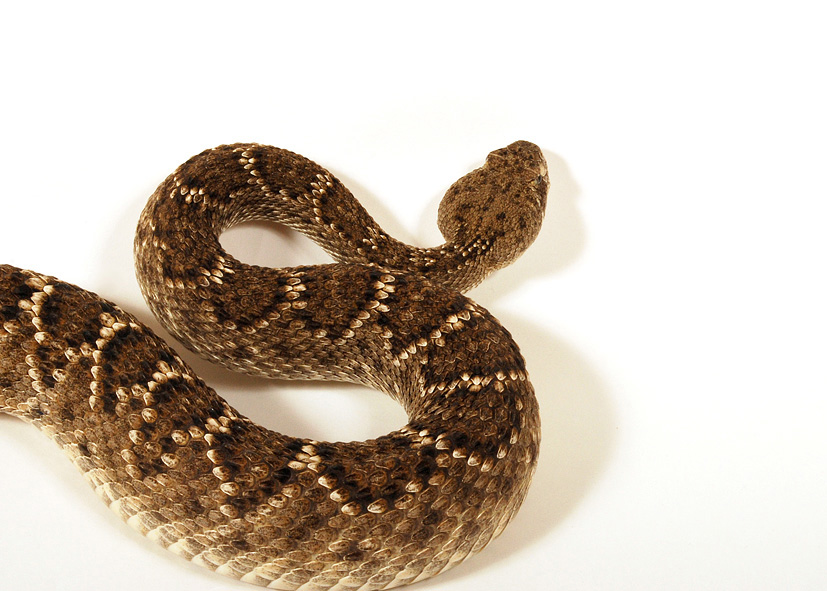
Individu marron-beige

### Confusion possible avec d'autres serpents
La répartition de cette espèce recouvre celle de nombreux autres serpents. Crotalus scutulatus a également des anneaux sur la queue mais les bandes noires sont plus fines. Crotalus horridus n'a pas d'anneau caudal. Chez Crotalus oreganus ces anneaux sont brun-beige. Chez Crotalus molossus la queue est uniformément noire ou peu distincte, ainsi que pour Crotalus basiliscus. Crotalus tigris a une tête plus petite et un motif dorsal plus marqué. Crotalus simus a une queue grise, sans anneaux. Enfin les membres du genre Sistrurus n'ont pas d'anneau caudal et des plaques plus larges sur la tête.

## Répartition
Cette espèce se rencontre dans le sud-ouest des États-Unis et dans le nord du Mexique. Ceci comprend les États suivants :
- aux États-Unis dans le sud-est de la Californie, le Sud du Nevada, en Arizona, au Nouveau-Mexique, au Texas, en Oklahoma et en Arkansas ;
- au Mexique dans les États d'Hidalgo et de Mexico.

Des populations isolées existent également dans le sud de Veracruz et le sud d'Oaxaca.
L'espèce semble également être présente sur plusieurs îles du golfe de Californie, incluant San Pedro Mártir, Santa María, Tiburon et les îles Turner.

## Biologie et mœurs
C'est un serpent dont la période d'activité dépend de la saison : principalement diurne ou crépusculaire au printemps et en automne il devient nocturne et crépusculaire durant les mois les plus chauds de l'été.
Il fréquente les plaines côtières, les collines rocheuses, et est à l'aise dans de nombreux types de végétations comme les zones sableuses, les broussailles, les forêts de pins et de chênes, ainsi que dans les déserts.
C'est un animal solitaire qui ne rencontre d'autres membres de son espèce que durant la saison des amours. Il est principalement actif du mois de mars au mois d'octobre. Le reste du temps il hiberne plus ou moins profondément, car il lui arrive de se chauffer au soleil durant des jours d'hiver suffisamment chauds. Le reste du temps il reste dans des crevasses ou terriers, parfois avec d'autres serpents d'espèces différentes.
Mauvais grimpeur il reste au sol que ce soit pour chasser, se chauffer ou se cacher. Lorsqu'il est menacé il s'enroule, la tête sortie, et en agitant la « sonnette » de sa queue comme avertissement. 

### Alimentation
Ce serpent est un carnivore qui chasse activement ou qui attrape en embuscade diverses proies de taille petite à modérée.
Il peut se passer de nourriture très longtemps, jusqu'à près de deux ans. Une étude a montré que dans des conditions de famine il peut réduire ses dépenses énergétiques de 80 % en moyenne, et qu'il convertit ses réserves de graisse en masse musculaire et squelettique.
C'est un prédateur de nombreux animaux. Il consomme toutefois principalement de petits mammifères, surtout des rongeurs (près de 95 % de son alimentation) mais il peut aussi s'attaquer à des oiseaux et des reptiles, ces derniers sont généralement de petits lézards principalement chassés par les plus jeunes Crotalus atrox. Il ne semble pas consommer d'insectes, et si des sauterelles (entre autres) ont déjà été retrouvées dans l'estomac de ce serpent c'est probablement via des proies autres qu'il ingère.
Il est lui-même la proie de plusieurs prédateurs, tels que les coyotes, les renards, les faucons et les hiboux.

### Reproduction

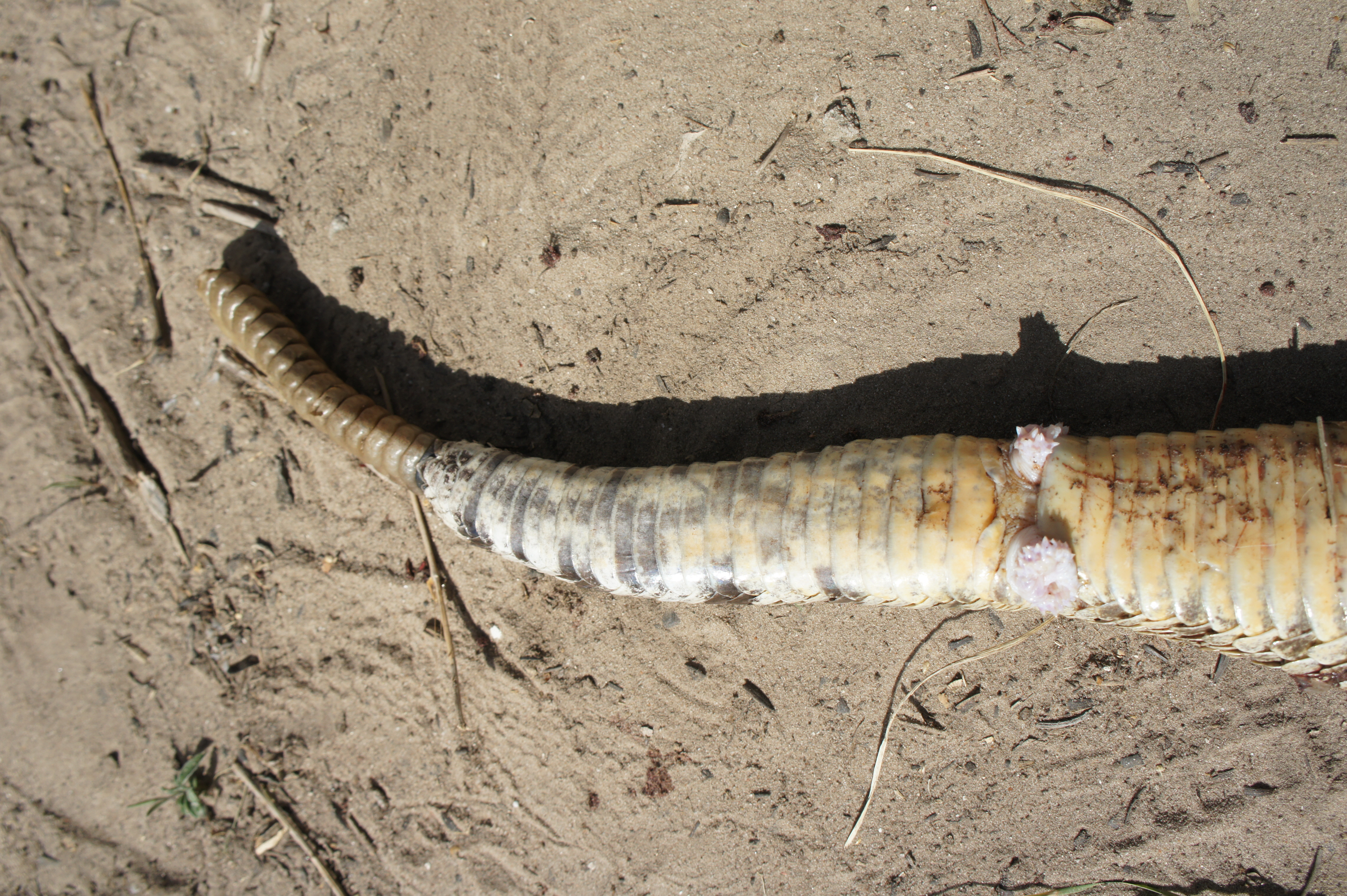
Mâle dont on peut voir les hémipénis, utilisés pour la reproduction

Crotalus atrox est un serpent vivipare. La reproduction a lieu à l'automne. La gestation dure de 6 à 7 mois et une femelle donne naissance en moyenne à une portée comportant une douzaine de petits. Les nouveau-nés restent près de leur mère quelques heures avant de se disperser, ce qui fait que le taux de mortalité chez les jeunes est très élevé.
Les nouveau-nés mesurent près de 30 cm et sont pleinement capables d'injecter du venin dès leur naissance.

### Venin
Comme la plupart des autres crotales américains le venin de cette espèce contient des enzymes protéolytiques, qui détruisent les tissus par catabolisation.

Son venin, principalement hémotoxique, affecte surtout les vaisseaux sanguins, les cellules du sang ainsi que le cœur, grâce notamment à des métalloprotéinases,.
Son venin contient également des cytotoxines et des myotoxines qui détruisent les cellules et les muscles. Parmi les autres conséquences de l'action de ce venin, on peut citer aussi la gangrène gazeuse localisée et une altération de la capacité à régénérer les tissus.
Les effets d'une morsure sont des douleurs, une hémorragie interne, un fort gonflement accompagné de dommages musculaires, d'ecchymoses, de cloques et de nécroses. À cela peut s'ajouter des maux de tête, des nausées et vomissements, des douleurs abdominales, des diarrhées, des étourdissements et des convulsions.
La dose létale médiane (DL50) pour cette espèce est de 2,72 mg/kg par injection intraveineuse, de 20 mg/kg par injection intramusculaire et de 18,5 mg/kg par injection sous-cutanée, ce qui est nettement plus élevé (et donc moins toxique) que pour de nombreux autres serpents de ce type,.

Toutefois ce serpent possède de grandes glandes à venin et peut donc injecter une grande quantité de venin en une seule morsure − entre 250 et 350 mg avec des maxima de 700 à 800 mg,.
Le taux de mortalité des morsures non soignées se situe entre 10 et 20 %.

## Menaces
L'espèce est classée dans la catégorie « Préoccupation mineure » (LC) sur la liste rouge de l'UICN en raison de sa vaste zone d'habitat, de sa population supposée nombreuse, et en raison de l’absence de menace précise laissant supposer une baisse importante de cette population dans un futur proche, celle-ci étant stable.
Ces animaux sont toutefois souvent capturés et tués pour leur peau, comme nourriture ou comme simple amusement notamment lors de Rattlesnake round-up (en).

### Publication originale
- Baird & Girard, 1853 : Catalogue of North American Reptiles in the Museum of the Smithsonian Institution. Part 1.-Serpents. Smithsonian Institution, Washington, p. 1-172 (texte intégral).